# Bartkowo
Bartkowo (deutsch Bartikow)  ist ein Dorf in der Landgemeinde (Gmina) Gryfino (Greifenhagen) im Powiat Gryfiński (Greifenhagener Kreis) der polnischen Woiwodschaft Westpommern.

## Geographie
Das Kirchdorf liegt in Hinterpommern, nahe der Thue, südwestlich des Großen Woltiner Sees, etwa 30 Kilometer südlich von Stettin, sechs Kilometer südsüdöstlich der Stadt Greifenhagen und sechs Kilometer südwestlich von Wełtyń (Woltin).

## Geschichte

Bartikow (Berckow) und, nördlich davon, die Vogelsangsche Mühlen (Möhlen, Vogelsang) an der Thue, südsüdöstlich des Stettiner Haffs und der Stadt Stettin, rechts der Oder, südwestlich des Madüsees (Madui Lacus) und südöstlich der Stadt Greifenhagen (Griffenhagen), auf der Lubinschen Karte von 1618 (Ausschnitt)

Ob sich das Dorf Bartikow 1226 im Besitz des Klosters Kolbatz befunden hat, wie Berghaus annahm,  ist nicht sicher, da eine angebliche Bestätigungsurkunde des Herzogs Barnim I. aus diesem Jahr als unecht erkannt wurde.  Bartikow war der Wohnsitz des Unternehmers Rudolf von Bertekow, den und dessen beide Söhne Rudolf und Gerhard der Herzog Barnim I. von Pommern im Jahr 1254 mit dem Privilegium ausgestattet hatte, als „Besetzer“ die Gründung der Stadt Greifenhagen in Angriff zu nehmen.  Im Jahr 1303 verkauften die Besitzer von Bartikow der Stadt Greifenhagen ein bis ans Wasser reichende Waldung, die sie als Lehen des Klosters Kolbatz besaßen, die danach als Stadtheide und Wiesenbruch bekannten städtischen Areale. Eine Aufzählung der Dörfer, darunter Bartikow, die das Kloster 1345 in Besitz hatte und die einer Urkunde Kaiser Karls IV. entnommen ist, haben Restorff und Berghaus angegeben.
Später hatte die Familie Wobermin Bartikow als Lehen des Klosters Kolbatz empfangen. Jasper Wobermin besaß das Dorf im Jahr 1529, als Abt Valentin die Hälfte des Dorfs dem Vivigenz von Eickstadt zu Rothen-Klempenow verlieh.
Im 16. Jahrhundert wurden die pommerschen Klostergüter nach der Reformation säkularisiert und als herzogliche Domänenämter vereinigt und verwaltet. Einzelne Gutsbezirke konnten gepachtet werden, aber auch ganze Konglomerate von Gütern von einem Generalpächter. Der statistische Bestand des Rentamtsbezirks Kolbatz nach den Verheerungen des Dreißigjährigen Kriegs ist in dem Urbarium von Kolbaz von 1700 festgehalten worden. 1567 wurde Valentin von Eickstadt als Pächter der Mahlmühle im Ortsteil Vogelsang genannt, die zuvor Andreas Platen besessen hatte.
Um 1864 hatte das Kirchdorf sechs Bauernhöfe, acht kleinere Gehöfte, 25 Wohngebäude, eine Schmiede und eine Schule.
Im Jahr 1925 hatte Bartikow zwei Wohnplätze:
- Bartikow
- Krausesche Stelle

Im Jahr 1945 gehörte Bartikow zum Landkreis Greifenhagen im Regierungsbezirk Stettin der preußischen Provinz Pommern des Deutschen Reichs. Bartikow war dem Amtsbezirk Borin zugeordnet.
Gegen Ende des Zweiten Weltkriegs wurde die Region von der Roten Armee besetzt. Nach Einstellung der Kampfhandlungen wurde Bartikow mit ganz Hinterpommern mit Ausnahme militärischen Sperrgebiete seitens der sowjetischen Besatzungsmacht der Volksrepublik Polen zur Verwaltung überlassen. Anschließend wanderten Polen zu. Bartikow wurde in „Bartkowo“ umbenannt. In der Folgezeit wurde die einheimische Bevölkerung von der polnischen Administration aus Bartikow vertrieben.

### Demographie
| Jahr | Einwohner | Anmerkungen                                                                    |
| ---- | --------- | ------------------------------------------------------------------------------ |
| 1782 | –         | 25 Feuerstellen (Haushaltungen)                                                |
| 1818 | 189       | Dorf, mit Kupferhammer und der Vogelsangschen Wassermühle                      |
| 1852 | 244       | [ 12 ]                                                                         |
| 1864 | 328       | am 3. Dezember, auf einer Gemarkungsfläche von 3800 Morgen in 35 Wohngebäuden  |
| 1867 | 332       | am 3. Dezember                                                                 |
| 1871 | 304       | am 1. Dezember, in 37 Wohngebäuden mit 51 Haushaltungen; sämtlich Evangelische |
| 1910 | 185       | am 1. Dezember                                                                 |
| 1925 | 256       | sämtlich Evangelische                                                          |
| 1933 | 251       | [ 17 ]                                                                         |
| 1939 | 235       | [ 17 ]                                                                         |

### Kirchspiel
Die im 19. Jahrhundert vorhandene Dorfkirche mit Fachwerkturm und massiv gebautem Kirchenschiff war eine Filiale des evangelischen Kirchspiels des Dorfs Borin und gehörte zur Synode Kolbatz. Eingepfarrt waren Gut und Kolonistendorf Kronheide.
Die Kirche hatte nur eine Glocke. Der Innenraum des Kirchenschiffs wurde 1856 restauriert.

## Söhne und Töchter des Ortes
- Fritz Modrow (1888–1986), deutscher Maler, Architekt und Kunstgewerbler